# Антарктические пингвины
Антарктические пингвины, или пингвины (лат. Pygoscelis), — род птиц из семейства пингвиновых (Spheniscidae), включающий три современных вида и несколько вымерших.
Вместе с родом императорских пингвинов — самые южные пингвины Земли.
Ныне живущие антарктические пингвины: пингвин Адели, антарктический и папуанский пингвины. Их ареал — Антарктида, острова Южного океана. Субантарктический пингвин широко встречается также и на субантарктических островах, типа Фолклендов и Кергелена.
Антарктические пингвины схожи между собой внешним видом, бо́льшей частью ареала и образом жизни.
Наиболее распространён пингвин Адели.

## Галерея

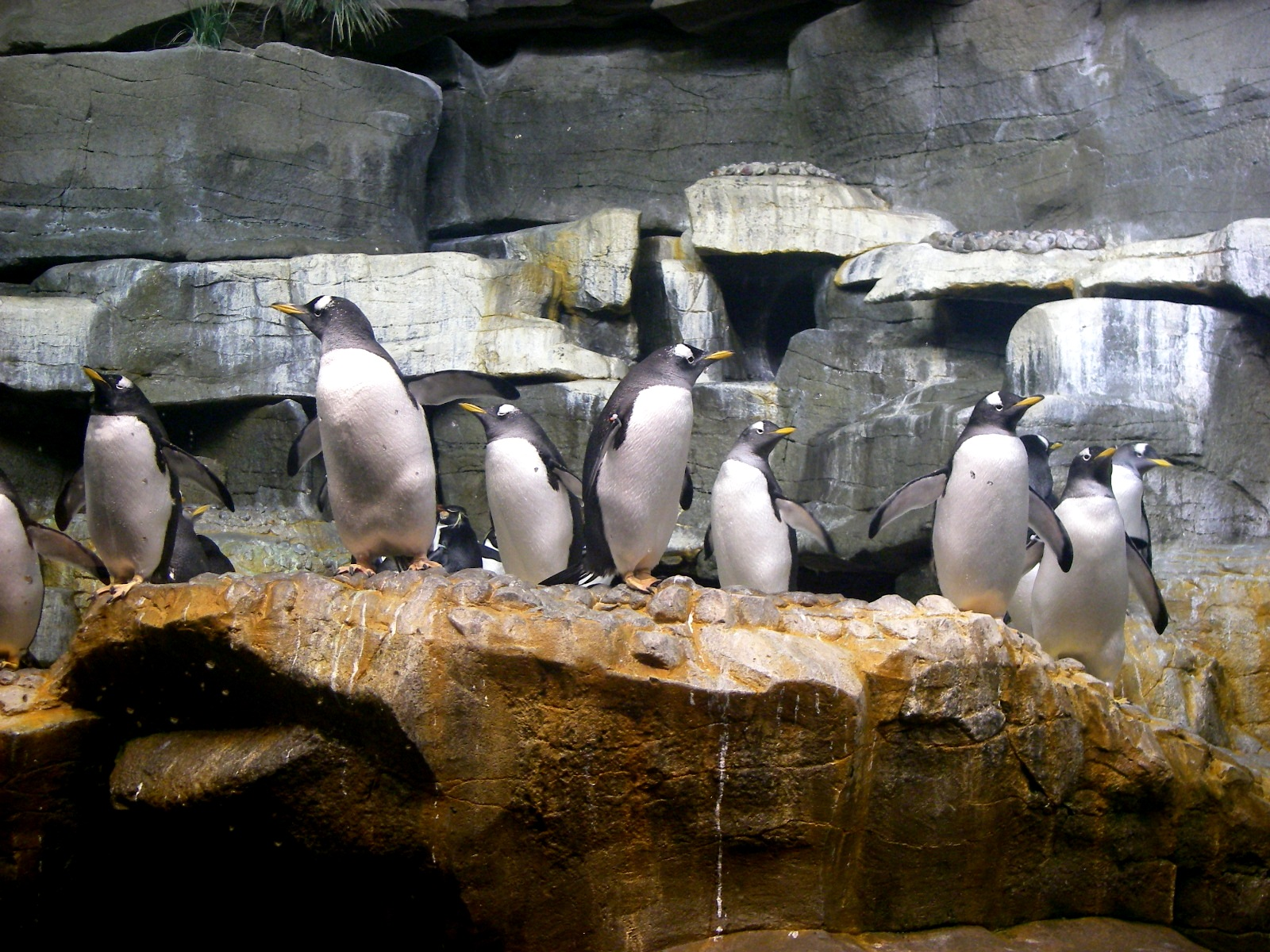
Папуанские пингвины (в Аквариуме Шедда)
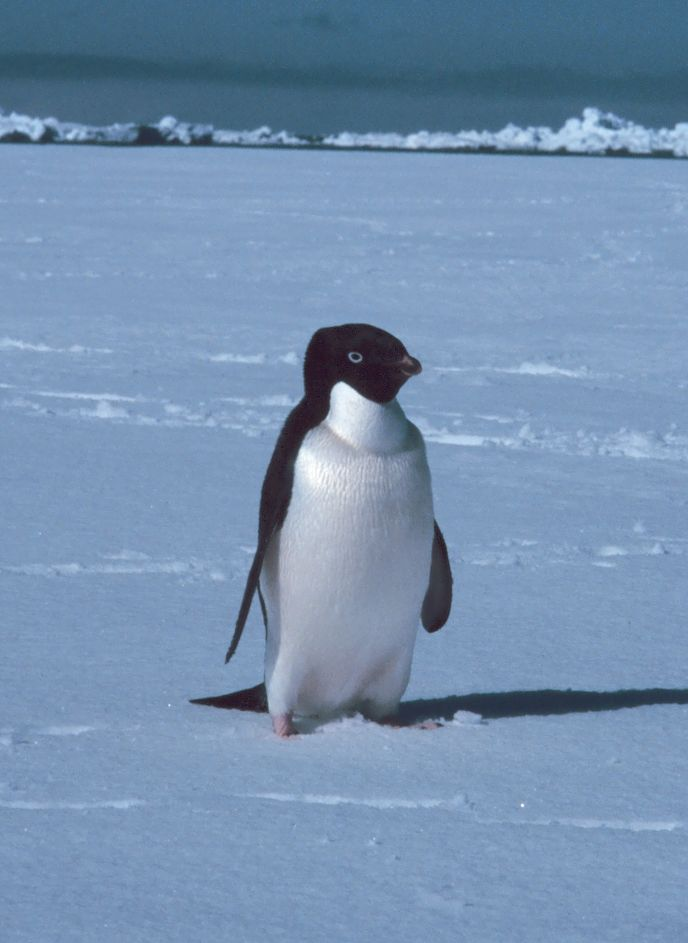
Пингвин Адели
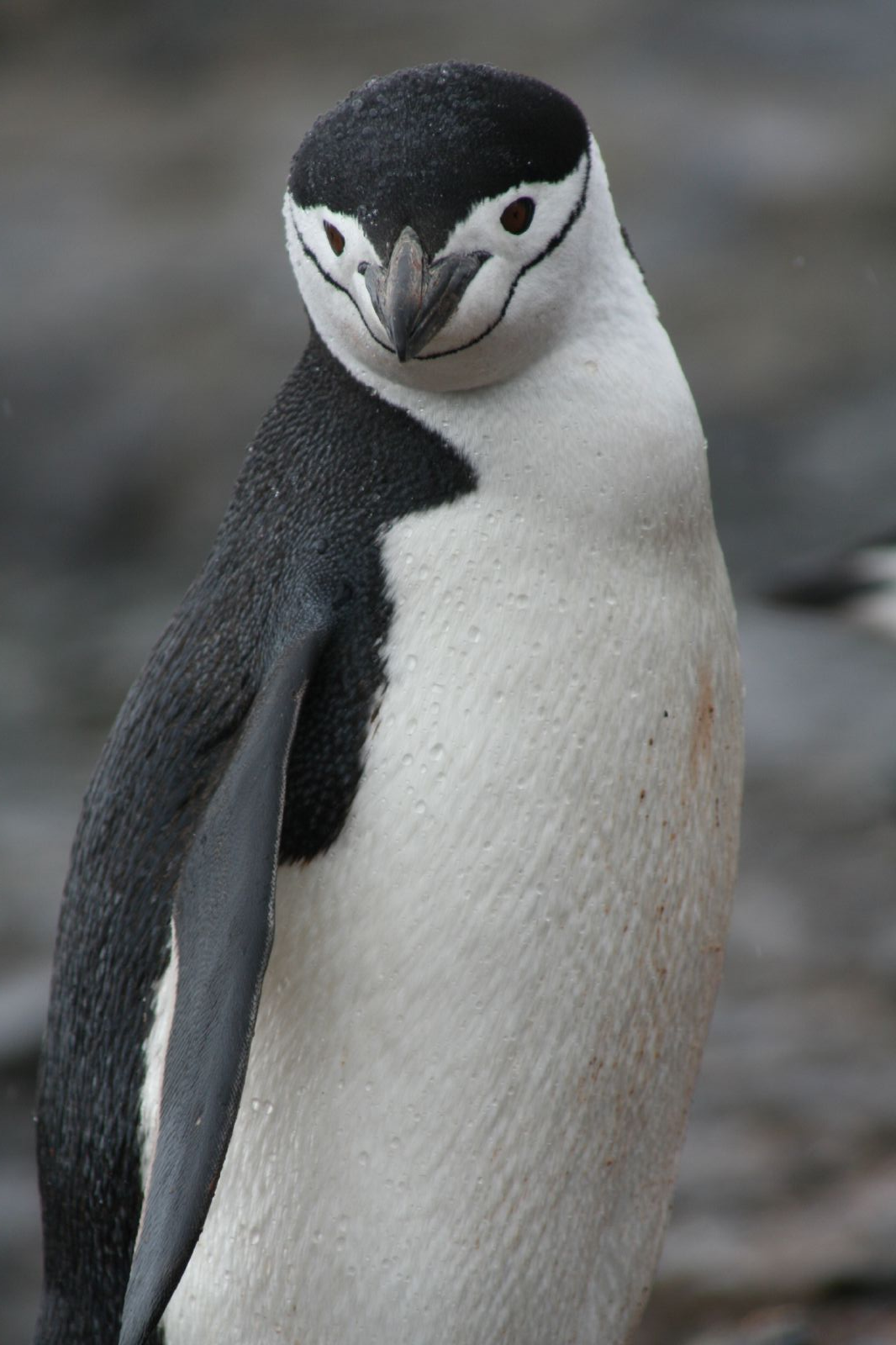
Антарктический пингвин
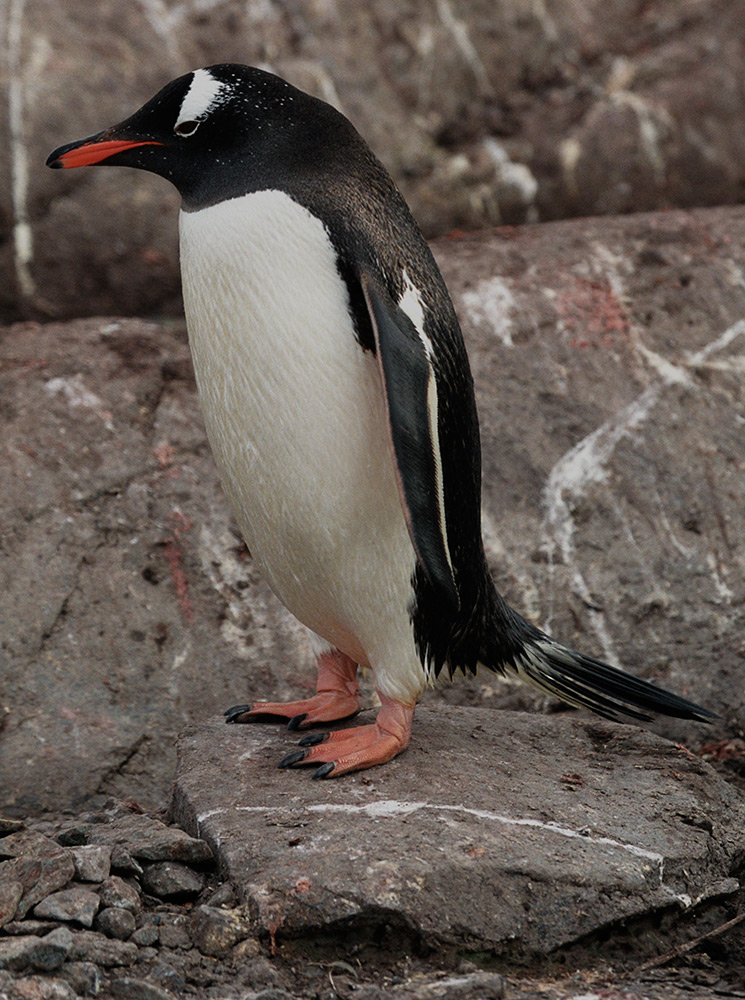
Папуанский пингвин